# Анализ металлов и сплавов
Анализ металлов и сплавов решает аналитическими методами задачу определения элементного состава металлов и их сплавов. Главная цель — проверка сорта сплава или типа и композиционный анализ различных сплавов (количественный анализ).
Методы:
- волнодисперсионный анализ,
- эмиссионный анализ,
- рентгенофлуоресцентный анализ,
- пробирный анализ.

## Рентгенофлуоресцентный анализ

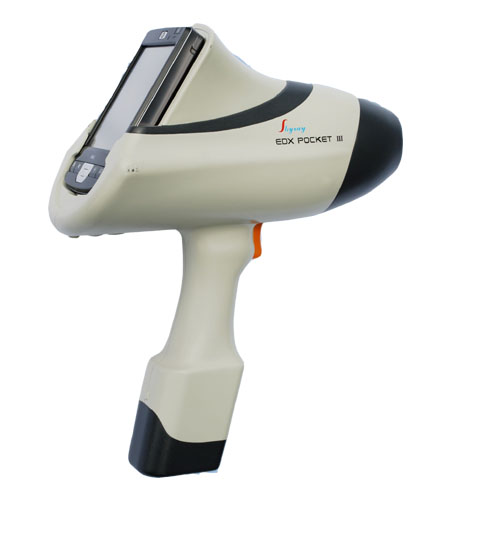
Портативный рентгефлуоресцентный спектрометр для анализа металлов и сплавов

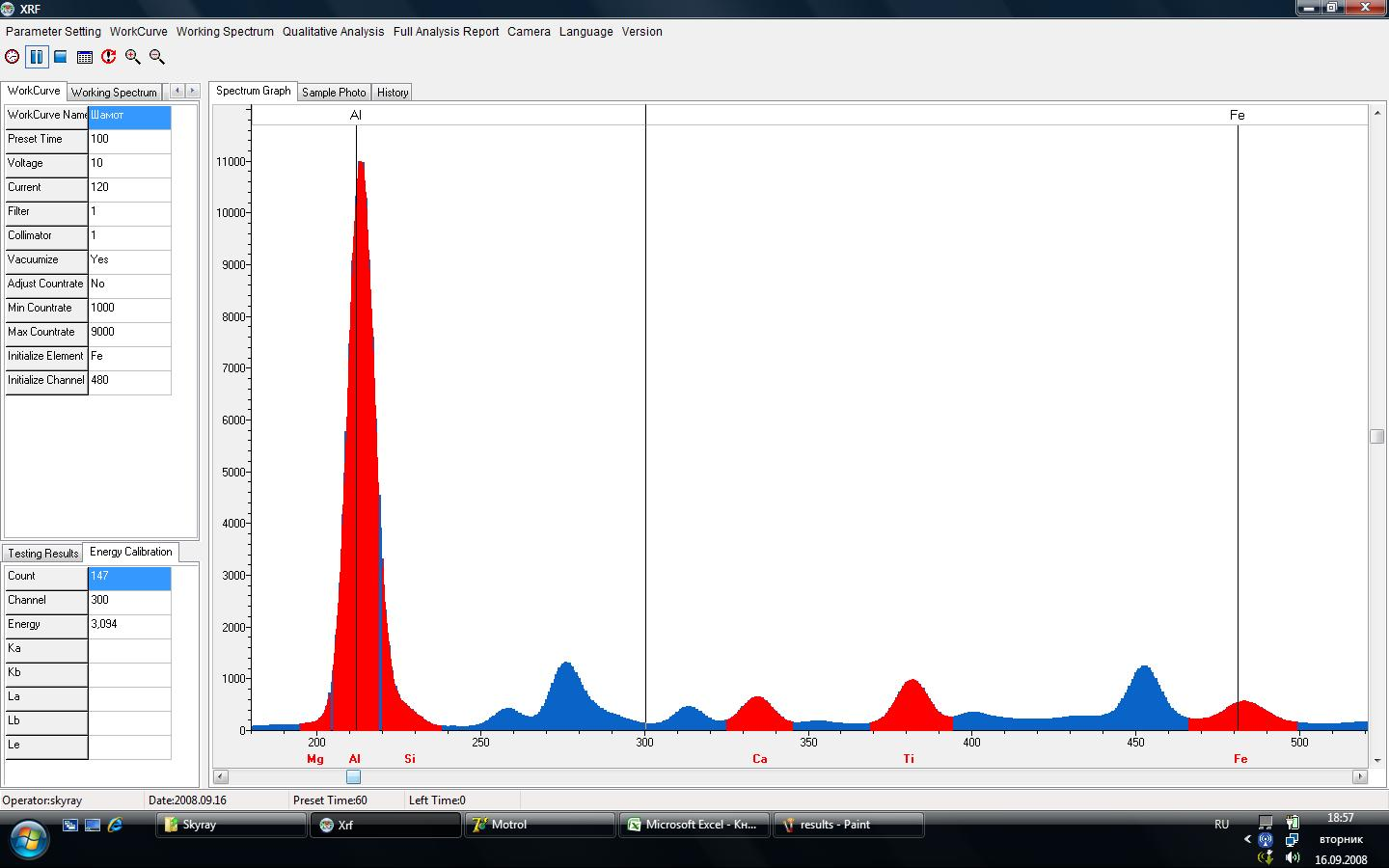
Спектр отображающий сплав Al, Fe, Ti

Рентгенофлуоресцентный анализ проводится посредством воздействия на металл рентгеновским излучением и анализа флуоресценции при помощи современной электроники для достижения хорошей точности измерений.
Преимущества метода:
- Неразрушающий анализ.
- Возможно измерение многих элементов с высокой точностью.

Идентификация сплава достигается путём определения уникальной комбинации нескольких элементов в указанных композиционных диапазонах. Точный количественный анализ достигается путём использования соответствующих коррекций матрицы межэлементных влияний.
Анализируемый материал в течение нескольких секунд подвергается рентгенофлуоресцентному воздействию. Атомы элементов в материале возбуждаются и испускают фотоны с энергией, специфичной для каждого элемента. Датчик отделяет и накапливает фотоэлектроны, получаемые от образца в энергетические области и, по мере общей интенсивности в каждой области, определяет концентрации элемента. Энергетическая область, соответствующая элементам Ti, V, Cr, Мn, Fe, Co, Ni, Cu, Nb, Mo, Zn, Se, Zr, Ag, Sn, Ta, W, Au, Pb, Bi, Hf, может быть эффективно проанализирована.
РФ анализатор состоит из центрального процессора, рентгеновской трубки, детектора, электронной памяти, хранящей градуировочные данные. Кроме того, память также используется для хранения и обработки данных марок сплавов и других коэффициентов, имеющим отношение к различным специальным режимам работы.
Как правило, контроль за исследованием осуществляется посредством компьютерной программы, базирующейся на наладонном портативном компьютере (КПК), которая выдает пользователю изображение спектра и полученные значения содержаний элементов.
После проведения анализа значения сравниваются с базой данных по маркам сталей и производится поиск наиболее близкой марки.

## Эмиссионный метод
Эмиссионный метод: Один из основных источников случайной погрешности измерений относительных концентраций примеси в эмиссионном спектральном анализе — это нестабильность параметров источника возбуждения спектра. Поэтому для обеспечения эмиссии примесных атомов из образца и последующего их оптического возбуждения используется низковольтный искровой, так называемый, C, R, L — разряд. При этом стабилизируется два параметра, от которых зависят процессы эмиссии и оптического возбуждения — напряжение и энергия в разрядном контуре. Это обеспечивает низкое среднеквадратичное отклонение (СКО) результатов измерений. Особенностью эмиссионного метода является количественное определение легких элементов в сплавах на основе железа (анализ серы, фосфора и углерода в стали). Существуют несколько видов приборов для эмиссионного анализа основанных на искровом и воздуходуговом методе или их комбинации.

## Пробирный метод
Пробирный метод: Пробирная плавка основана на физико-химических закономерностях восстановления металлов, шлакообразования и смачивания расплавленными веществами. Основные этапы пробирного анализа на примере сплава серебра и свинца:
- Подготовка пробы
- Шихтование
- Тигельная плавка на свинцовый сплав
- Сливание свинцового сплава в железные изложницы для охлаждения
- Отделение свинцового сплава (веркблея) от шлака
- Купелирование веркблея (удаление свинца)
- Извлечение королька драгоценных металлов, взвешивание его
- Квартование (добавление серебра, по необходимости)
- Обработка королька разбавленной азотной кислотой (растворение серебра)
- Гравиметрическое (весовое) определение серебра